# Ceratozetes ovidianus
Ceratozetes ovidianus är en kvalsterart som beskrevs av Vasiliu och Calugar 1981. Ceratozetes ovidianus ingår i släktet Ceratozetes och familjen Ceratozetidae. Inga underarter finns listade i Catalogue of Life.